# Anna Daszkiewicz
Anna Daszkiewicz – polska „Sprawiedliwa wśród Narodów Świata”.

## Życiorys
W trakcie II wojny światowej pomagała ludności żydowskiej. Mieszkała wówczas w Równem na terenie dzisiejszej Ukrainy. Udzielała pomocy przedwojennym znajomym, rodzinie Gajer. Gdy ci jesienią 1942 r. uciekli z miejscowego getta i schronili się w lesie, dostarczała im żywność. Zimą zaś, przygarnęła pod swój dach. Daszkiewicz zorganizowała dla nich kryjówkę w stajni w swoim gospodarstwie. Ukrywała tam pięcioro przedstawicieli rodziny w tym dwójkę dzieci. W marcu 1943 r. w wyniku donosu do gospodarstwa wkroczyli Niemcy zabijając Gajera i jego małżonkę. Daszkiewicz wraz z dziećmi i ich ciotką uciekła przed oprawcami. Niemcy w akcie zemsty wymordowali trójkę przedstawicieli rodziny Anny, którzy pozostali w gospodarstwie. Daszkiewicz wraz ze zbiegłymi Żydami znalazła schronienie w lesie, gdzie przebywali aż do sierpnia 1944 r. gdy ich ziemie opanowała Armia Czerwona. 
6 marca 1979 r. Instytut Jad Waszem uhonorował Annę Daszkiewicz medalem „Sprawiedliwy wśród Narodów Świata”.